# Christian Christiansen
Christian Christiansen (Löngborg, 9 ottobre 1843 – Frederiksberg, 28 novembre 1917) è stato un fisico danese.
Docente all'Università di Copenaghen dal 1886 al 1917, studiò il fenomeno della dispersione della fucsina e fu maestro di Niels Bohr.